# Vladimiro Landoni
Miro Landoni, nome d'arte di Vladimiro Landoni (Lazzate, 23 aprile 1953), è un attore italiano.

## Biografia
Nel '74 entra a far parte di una compagnia filodrammatica dialettale milanese (I Gambadelegn). Qualche anno dopo, ha l'occasione di conoscere Armando Russo, noto come Tognella, che lo presenta a Rino Silveri, direttore del Teatro Stabile di Piero Mazzarella e fratello dello stesso Piero. Silveri gli propone di entrare a far parte della sua compagnia stabile. È il 1979 e la sua commedia d'esordio è L'armadietto cinese di Aldo De Benedetti. Smette il lavoro in fabbrica ed entra definitivamente nel mondo dello spettacolo.
Con la Compagnia Stabile di Piero Mazzarella resta 12 anni, dove rappresenta più di 100 commedie. Lasciata la Compagnia Stabile di Piero Mazzarella nel 1992, lavora sino al 1999 al fianco di Andrée Ruth Shammah al Teatro Franco Parenti di Milano. Nel 1999 conosce Massimo Castri col quale inizia una collaborazione pressoché continuativa sino alla morte del regista nel 2013. Negli stessi anni ha lavorato anche in alcuni spettacoli diretti da Gigi Proietti.

## Filmografia

### Cinema
- Il volatore di aquiloni, regia di Renato Pozzetto (1987)
- La cattedra, regia di Michele Sordillo (1991)
- Nirvana, regia di Gabriele Salvatores (1997)
- Provincia meccanica, regia di Stefano Mordini (2005)
- Sotto il vestito niente - L'ultima sfilata, regia di Carlo Vanzina (2011)
- Romanzo di una strage, regia di Marco Tullio Giordana (2012)
- Banana, regia di Andrea Jublin (2015)
- Nome di donna, regia di Marco Tullio Giordana (2018)
- Thanks, regia di Gabriele Di Luca (2019)
- Yara, regia di Marco Tullio Giordana (2021)

### Televisione
- Delitto e castigo, regia di Mario Missiroli - miniserie TV (1983)
- Notti e nebbie, regia di Marco Tullio Giordana – miniserie TV (1984)
- Le lunghe ombre, regia di Gianfranco Mingozzi – miniserie TV (1987)
- Olga e i suoi figli, regia di Salvatore Nocita – miniserie TV (1985)
- Felicità... dove sei, regia di Vincent Sesso – serial TV (1985)
- I-taliani, regia di Roberto Valentini – serie TV (1989-1990)
- Casa Vianello – serie TV (1993-2000)
- Andy e Norman, regia di Paolo Zenatello - serie TV (1991)
- Nonno Felice, regia di Giancarlo Nicotra - serie TV (1994-1995)
- Cascina Vianello, regia di Paolo Zenatello – serie TV (1996)
- Quei due sopra il varano, regia di Silvia Arzuffi - serie TV (1996)
- Finalmente soli, regia di Francesco Vicario – serie TV (2001)
- Renzo e Lucia, regia di Francesca Archibugi – miniserie TV (2004)
- Carabinieri - serie TV (2005-2006)
- Eroi per caso, regia di Alberto Sironi – miniserie TV (2009)
- Un passo dal cielo, regia di Enrico Oldoini – serie TV (2011)
- Squadra antimafia - Palermo oggi, regia di Christophe Tassin - serie TV, episodio 6x01 (2014)
- Un mondo nuovo, regia di Alberto Negrin - film TV (2014)
- 1992, regia di Giuseppe Gagliardi - serie TV, 4 episodi (2015)
- Non uccidere, regia di Giuseppe Gagliardi - serie TV, episodio 1x09 (2016)
- 1993, regia di Giuseppe Gagliardi - serie TV, 3 episodi (2017)
- 1994, regia di Giuseppe Gagliardi - serie TV, episodio 3x01 (2019)
- Rocco Schiavone 4, regia di Simone Spada - serie TV, episodio 4x02 (2021)
- Anima gemella, regia di  Francesco Miccichè – miniserie TV, puntata 7 (2023)

## Teatro
- Le furberie di Scapino, di Molière, regia di Rino Silveri
- Massinelli, di Edoardo Ferravilla, regia di Rino Silveri
- Donne e guai finissen mai, di Emilio Caglieri, regia di Rino Silveri
- I miserabili, di Victor Hugo, regia di Rino Silveri
- Il più pazzo dei tre, di Aldo De Benedetti, regia di Rino Silveri
- La bottega del caffè, di Carlo Goldoni, regia di Rino Silveri
- Falstaff, di William Shakespeare, regia di Rino Silveri
- La famiglia dell'antiquario, di Carlo Goldoni, regia di Rino Silveri
- Una delle ultime sere di carnovale, di Carlo Goldoni, regia di Rino Silveri
- Cirano de Bereguard, di Jacopo Rodi e Rino Silveri, regia di Rino Silveri
- Ona brancada de palta, di Vanni Mingardo e Rino Silveri, regia di Rino Silveri
- La moglie del dottore, di Silvio Zambaldi, regia di Rino Silveri
- I scalmann de la sciora Giulia, di Vanni Mingardo e Rino Silveri, regia di Rino Silveri
- Lucia di Laversmort, di Vanni Mingardo e Rino Silveri, regia di Rino Silveri
- Tecoppa servitore di due padroni, di Rino Silveri, regia di Rino Silveri
- Vita di Leonardo da Vinci, regia di Luisa Borsieri (1982)
- I promessi sposi, di Alessandro Manzoni, regia di Luisa Borsieri (1983)
- Dodici uomini arrabbiati, di Reginald Rose, regia di Barbara Ancillotti e Alberto Ferrari (1989)
- La maschera, di Carlo Bertolazzi, regia di Filippo Crivelli (1992)
- Noblesse oblige, di Luigi Santucci, regia di Andrée Ruth Shammah (1993)
- Tommaso Moro, da William Shakespeare, regia di Ezio Maria Caserta (1993/1994)
- La vita il sogno, di Franco Loi da Pedro Calderón de la Barca, regia di Andrèe Ruth Shammah (1995/1996/2001)
- Io, l'erede, di Eduardo De Filippo, regia di Andrèe Ruth Shammah (1996/1997/1998)
- Chi ruba un piede è fortunato in amore, di Dario Fo, regia di Massimo Navone (1997/1998)
- Sior Todero brontolon, di Carlo Goldoni, regia di Andrèe Ruth Shammah (1999)
- La tempesta, di Emilio Tadini, regia di Andrèe Ruth Shammah (2000)
- Gl'innamorati, di Carlo Goldoni, regia di Massimo Castri (1999/2001)
- Tat'jana, da Anton Čechov, riduzione in musica di Azio Corghi, regia di Peter Stein (2000)
- Falstaff e le allegre comari di Windsor, da William Shakespeare, regia di Gigi Proietti (2001/2002)
- Il medico per forza, di Molière, regia di Monica Conti (2002/2003)
- Quando si è qualcuno, di Luigi Pirandello, regia di Massimo Castri (2003/2004/2005)
- Dispetto d'amore, di Molière, regia di Monica Conti (2003)
- Riccardo III, di William Shakespeare, regia di Armando Pugliese (2004)
- La presidentessa, di Maurice Hennequin e Pierre Veber, regia di Gigi Proietti (2005/2006/2007)
- Ecuba, di Euripide, regia di Massimo Castri (2006)
- Tre sorelle, di Anton Čechov, regia di Massimo Castri (2007/2008)
- Porcile, di Pier Paolo Pasolini, regia di Massimo Castri (2008/2009)
- Othello, di William Shakespeare, regia di Daniele Salvo (2009)
- La bisbetica domata, di William Shakespeare, regia di Marco Carniti (2009)
- Misantropo, di Molière, regia di Massimo Castri (2010-2011)
- Le intellettuali, di Molière, regia di Monica Conti (2015-2016)
- Buon anno ragazzi, di Francesco Brandi, Regia di Raphael Tobia Vogel (2017-2018-2019-2020)

## Programmi TV
- Drive In (Italia 1, 1983-1985)
- Paperissima (Canale 5, 1994-1995)
- Scherzi a parte (Canale 5, 1994-2008)
- La stangata - Chi la fa l'aspetti (Canale 5, 1995)
- Ciao Ciao mattina (Canale 5, 1993-1994)
- Bim Bum Bam (Canale 5, 1990-1993)
- Casa Vianello (Canale 5, 1991-2004)
- Proposta indecente (Italia 1, 2002)
- Chi ha incastrato lo zio Gerry? (Canale 5, 2005)

## Doppiaggio
- City Hunter Special: Servizi segreti (voce di Dankerke)